# Municipio de Mound (Misuri)
El municipio de Mound (en inglés: Mound Township) es un municipio ubicado en el condado de Bates en el estado estadounidense de Misuri. En el año 2010 tenía una población de 841 habitantes y una densidad poblacional de 8,97 personas por km².

## Geografía
El municipio de Mound se encuentra ubicado en las coordenadas 38°20′55″N 94°20′46″O / 38.34861, -94.34611. Según la Oficina del Censo de los Estados Unidos, el municipio tiene una superficie total de 93.8 km², de la cual 93,22 km² corresponden a tierra firme y (0,62 %) 0,58 km² es agua.

## Demografía
Según el censo de 2010, había 841 personas residiendo en el municipio de Mound. La densidad de población era de 8,97 hab./km². De los 841 habitantes, el municipio de Mound estaba compuesto por el 97,74 % blancos, el 0,83 % eran afroamericanos, el 0,36 % eran amerindios y el 1,07 % eran de una mezcla de razas. Del total de la población el 1,31 % eran hispanos o latinos de cualquier raza.